# Brunatnica (wada drewna)
Brunatnica –  wada drewna z grupy zabarwień polegająca na kawowobrunatnym, niejednolitym zabarwieniu bielastej części drewna, występującym często łącznie z sinizną. Spotyka się ją w drewnie gatunków iglastych, głównie sosny i świerka.
Głównym czynnikiem powodującym przebarwienie na sośnie zwyczajnej jest grzyb Discula brunneo-tingens (H. Meyer). Badania przeprowadzone nad wpływem tego grzyba nad zmianą masy drewna wykazały, że nawet po 5 miesiącach rozwoju nie zaobserwowano wyraźnego rozkładu drewna ani zmian jego udarności. Grzyb ten może zasiedlać i przebarwiać nie tylko drewno sosny zwyczajnej, lecz również drewno sosny Banksa, świerku, jodły, daglezji, limby, cisu, modrzewia, a nawet buka, dębu i brzozy.
Brunatnica łącznie z czerwienią bielu może prowadzić do znacznego obniżenia wytrzymałości drewna. Sinizna często maskuje brunatnicę (i inne zabarwienia) – brunatnicy od zgnilizny twardej często nie można odróżnić bez badań laboratoryjnych. Z tego powodu często siniznę i brunatnicę traktuje się jako poważną wadę.
Zbrunatnienie drewna, często zanikające wraz z przesychaniem, połączone z silnym, przykrym zapachem jest często cechą twardzieli jodeł. W początkowym stadium, które może trwać dziesiątki lat, nie wpływa ono na obniżenie wytrzymałości drewna, później przechodzi w zgniliznę.
W twardzieli dębów występuje zbrunatnienie wewnątrz twardzieli zwane spalenizną.
Pomiar (podobnie jak sinizny): na przekroju czołowym pnia ustala się w sposób szacunkowy stosunek powierzchni bielu porażonego do całej powierzchni bielu. Również na czole mierzy się głębokość strefy wadliwego drewna, a jej wymiar wyraża się w cm. Na pobocznicy pnia określa się ją szacunkowo lub przez pomiar długości i szerokości strefy wadliwego drewna i obydwa wymiary wyraża się w cm.